# Шершенка
Шершенка — река в России, протекает в Невельском районе Псковской области. Вытекает из озера Должно, впадает в озеро Каратай (которое соединяется протокой с озером Большой Иван). Длина реки составляет 12 км. У деревни Пруд ширина реки — 20 метров, глубина — полтора метра.
Высота истока — 161,7 м над уровнем моря. Высота устья — 151,9 м над уровнем моря.

## Населённые пункты
У истока Шершенки на берегу озера Должно стоит деревня Сенютино Плисской волости, ниже на берегу реки стоит деревня Карабаново той же волости. Далее река протекает по территории Ивановской волости. На берегу расположены деревни Карулино, Пруд, Сорочино, Точино. Рядом с устьем на берегу озера Каратай стоит деревня Сереброво.

## Данные водного реестра
По данным государственного водного реестра России относится к Балтийскому бассейновому округу, водохозяйственный участок реки — Ловать и Пола, речной подбассейн реки — Волхов. Относится к речному бассейну реки Нева (включая бассейны рек Онежского и Ладожского озера).
Код объекта в государственном водном реестре — 01040200312102000022769.